# Immaterialrätt

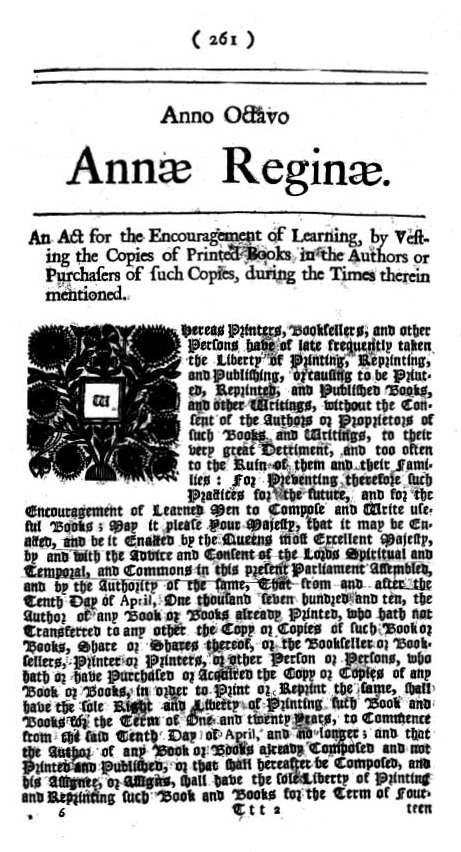
Den första upphovsrättslagstiftningen var brittiska Statute of Anne, vilken började gälla 1710.

Immaterialrätt (en Intellectual property, IP) är det rättsområde som genom lag och prejudikat reglerar rätten till skydd för olika former av immateriell egendom (egendom som inte har materiell form).
De flesta rättssystem erkänner skydd för till exempel patent, varumärken, mönster, upphovsrätten till litterära och konstnärliga verk, heraldiska vapen och namn. Upphovsmannen till ett bestämt verk av immateriell art ges i allmänhet under en bestämd tid skydd för kopiering eller annan avbildning. Termen immaterialrätt (tyska Immaterialgüterrecht) lär ha myntats 1907 av Josef Kohler.

## Historik
Diskussioner om rätt till immateriell egendom började i slutet på 1800-talet, då några tilltänkta utställare på Världsutställningen i Wien 1873 vägrade att delta, därför att de var rädda för idéstöld. Diskussionerna ledde fram till Bernkonventionen 1886 angående skydd av litterära och konstnärliga verk. För förvaltningen av konventionen upprättades ett mindre kontor i Bern. 
1883 ingicks Pariskonventionen angående skydd av industriell egendom, och ett mindre kontor inrättades i Paris för att förvalta konventionen. 1893 slog man ihop Pariskontoret med Bernkontoret och bildade Bureaux internationaux réunis pour la protection de la proprieté intellectuelle, BIRPI, med säte i Bern. Detta kontor flyttades till Genève 1960.
1970 ändrade BIRPI namnet till Organisation mondiale de la proprieté intellectuelle, OMPI. (På engelska World Intellectual Property Organization, WIPO.)

## Internationell immaterialrätt
World Intellectual Property Organization, WIPO, 
är sedan 1974 ett fackorgan inom Förenta nationerna, som upprättats för skapa ett skydd för immateriell egendom över hela världen genom samarbete mellan staterna. Organisationen har ett nära samarbete med Världshandelsorganisationen (WTO).
OMPI/WIPO är 2006 huvudman för 23 fördrag och internationella överenskommelser. Bland dessa kan nämnas:
- WIPO-konventionen
- Bernkonventionen (skydd av litterära och konstnärliga verk)
- Pariskonventionen (skydd av industriell egendom)
- Romkonventionen (skydd för artister och producenter av ljudinspelningar 'fonogram')
- Konventionen om skydd av fonogramproducenter mot otillåten kopiering av fonogram
- Nairobifördraget angående skydd av symbolen för Olympiska spelen
- Madridöverenskommelsen angående repressalier mot falsk varubeteckning på gods och falsk innehållsdeklaration
- Fördraget om varumärken Trade Law Treaty, TLT
- Brysselkonventionen angående satellitdistribution av signaler med programinnehåll.
- WIPO Copyright Treaty, WCT
- WIPO Performance and Phonograms Treaty, WPPT. Antaget 2002.
- Patent Law Treaty, PLT. Antogs 2000, trädde i kraft 2005.

Till och med 2006 har 183 länder anslutit sig till OMPI/WIPO. Dessutom ingår 75 observatörer från icke-medlemsländer och vissa fristående organisationer med intresse i hithörande frågor. Observatörer har yttrande- och förslagsrätt, men saknar rösträtt.
Sverige representeras av:
- Patent- och registreringsverket som kompetent myndighet inom området industriell egendom.
- Justitiedepartementet som kompetent myndighet inom området upphovsrättsfrågor.

## Typer av immaterialrätt
Immaterialrätten bygger på ett antal lagar och prejudikat som syftar till att ge ett skydd mot bland annat kopiering. Den delas vanligtvis upp i upphovsrätt och industriellt rättsskydd (näringsverksamhet).

### Upphovsrätt till konstnärliga verk
Upphovsrätt bygger på idén att den person som har skapat ett verk av en viss verkshöjd också ska ha ensamrätt att bestämma hur detta verk får användas. Upphovsrätten kan skyddas genom bestämmelser om straff för den som utan upphovsmannens medgivande nyttjar verket. Lagstiftning eller praxis kan också medge skadestånd till upphovsmannen och förbud för annan att nyttja verket.

### Patent
Patent är en tidsbegränsad och lagbunden rätt att inneha ensamrätten till att dra kommersiell nytta av en viss uppfinning.

### Designskydd
Mönsterskydd, också kallat designskydd, har som syfte att ge och erbjuda skydd åt nyskapande formgivning, utseende och mönster för både industri- och hantverksprodukter oavsett om det är en frågan om prydnadsföremål eller sådana man kan dra nytta av till exempel mönster på däck. Mönsterskydd regleras av mönsterskyddslagen.

### Varumärkesskydd
Varumärkesskydd skyddar ett varumärke så att inte andra företag kan använda någon annans varumärke på sina produkter och tjänster. Ett registrerat varumärke ger ensamrätt för innehavaren att använda varumärket i näringsverksamhet.

### Namnrätt
Namnrätt reglerar medborgares skyldigheter och rättigheter rörande personnamn

### Personuppgifter
I likhet med namnrätt är personuppgifter med anledning av GDPR att se som sådant ting och egendom som för med sig rättigheter för rättighetsinnehavaren, det vill säga den som personuppgiften avser. Personuppgifter är dock en svag immaterialrätt i bemärkelsen att rättighetsinnehavarens förmåga att hindra andra från att nyttja den immateriella den egendomen, personuppgiften, är kraftigt inskränkt genom de lagliga användningsområden som stipuleras i GDPR. Som rättighet uppstår personuppgifter automatiskt så fort uppgiften kommer till, exempelvis så uppstår rätten till uppgiften om en persons nya adress så fort en uppgift om adressändring har uppstått. 

## Immateriella rättigheter och exklusivitetsskydd
Vissa immateriella rättigheter uppstår automatiskt (upphovsrätt) medan andra rättigheter måste registreras hos en myndighet. Detta gäller bland annat patent och varumärken. 
I många branscher används kombinationer av immateriella rättigheter för att bygga ett effektivt exklusivitetsskydd. Ett företag kan till exempel skydda en teknisk innovation med flera patent som täcker olika aspekter av den nya lösningen. Detta "patentparaply" kan kompletteras med företagshemligheter, designskydd och varumärken. Varumärken kan skyddas under obegränsad tid, så länge innehavaren förnyar registreringen. Med ett effektivt varumärkesbyggande kan kundpreferenser därför bestå många år efter patentens utgång.

## Källhänvisningar
1. ↑  ”immateriell egendom”. IT-ord. IDG. 20 nov 2024. https://it-ord.idg.se/ord/immateriell-egendom/. Läst 20 november 2024.
2. ↑  Organisation mondiale de la propriété intellectuelle, OMPI) med huvudkontor i Genève
3. ↑  http://www.wipo.int/about-wipo/en/what/
4. ↑  Samuelson, Pamela (2000). ”Privacy As Intellectual Property?”. Stanford Law Review 52 (5):  sid. 1125–1173. doi:10.2307/1229511. ISSN 0038-9765. https://www.jstor.org/stable/1229511. Läst 5 september 2023.